# Obervisse
Obervisse  est une commune française située dans le département de la Moselle et le bassin de vie de la Moselle-Est, en région Grand Est.

## Géographie

### Communes limitrophes
| Niedervisse   |           | Bisten-en-Lorraine |
|               | Obervisse |                    |
| Narbéfontaine | Zimming   | Boucheporn         |

### Hydrographie

#### Réseau hydrographique
La commune est située dans le bassin versant du Rhin au sein du bassin Rhin-Meuse. Elle est drainée par l'Ellbach.
L'Ellbach, d'une longueur totale de 14,3 km, prend sa source dans la commune  et se jette  dans la Nied à Hinckange en limite avec Guinkirchen, après avoir traversé sept communes.

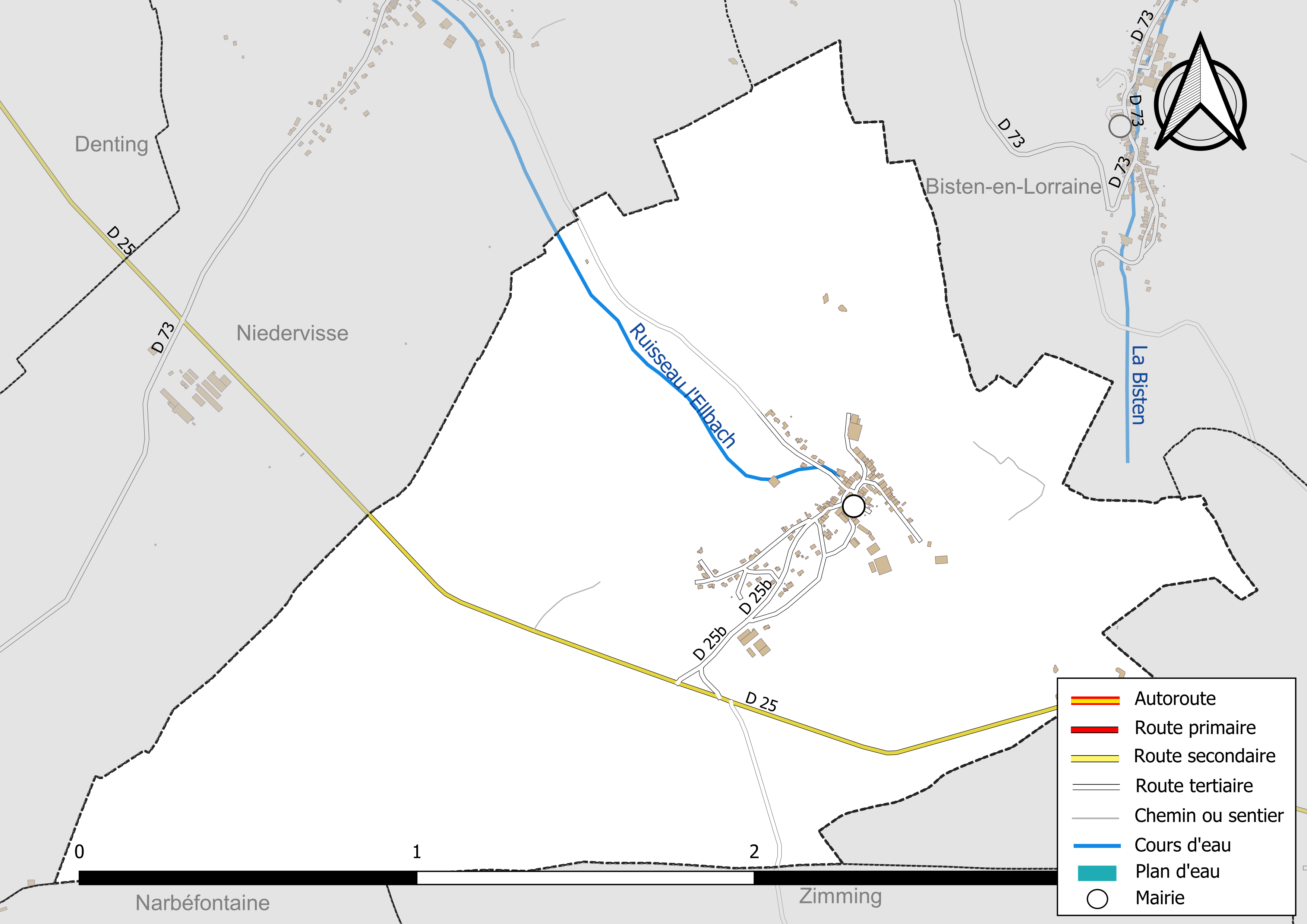
Réseaux hydrographique et routier d'Obervisse.

#### Gestion et qualité des eaux
Le territoire communal est couvert par le schéma d'aménagement et de gestion des eaux (SAGE) « Bassin Houiller ». Ce document de planification, dont le territoire est approximativement délimité par un triangle formé par les villes de Creutzwald, Faulquemont et Forbach, d'une superficie de 576 km2, a été approuvé le 27 octobre 2017. La structure porteuse de l'élaboration et de la mise en œuvre est la région Grand Est. Il définit sur son territoire les objectifs généraux d’utilisation, de mise en valeur et de protection quantitative et qualitative des ressources en eau superficielle et souterraine, en respect des objectifs de qualité définis dans le SDAGE  du Bassin Rhin-Meuse.
La qualité du ruisseau l'Ellbach peut être consultée sur un site spécial géré par les agences de l’eau et l’Agence française pour la biodiversité.

### Climat
Pour des articles plus généraux, voir Climat du Grand Est et Climat de la Moselle.
En 2010, le climat de la commune est de type climat de montagne, selon une étude du Centre national de la recherche scientifique s'appuyant sur une série de données couvrant la période 1971-2000. En 2020, Météo-France publie une typologie des climats de la France métropolitaine dans laquelle la commune est exposée à un climat semi-continental et est dans la région climatique  Lorraine, plateau de Langres, Morvan, caractérisée par un hiver rude (1,5 °C), des vents modérés et des brouillards fréquents en automne et hiver. 
Pour la période 1971-2000, la température annuelle moyenne est de 9,1 °C, avec une amplitude thermique annuelle de 17,1 °C. Le cumul annuel moyen de précipitations est de 879 mm, avec 12,7 jours de précipitations en janvier et 9,6 jours en juillet. Pour la période 1991-2020, la température moyenne annuelle observée sur la station météorologique de Météo-France la plus proche, « Seingbouse », sur la commune de Seingbouse à 18 km à vol d'oiseau, est de 10,5 °C et le cumul annuel moyen de précipitations est de 731,4 mm. 
La température maximale relevée sur cette station est de 37,9 °C, atteinte le 25 juillet 2019 ; la température minimale est de −17 °C, atteinte le 20 décembre 2009,,. 
Les paramètres climatiques de la commune ont été estimés pour le milieu du siècle (2041-2070) selon différents scénarios d'émission de gaz à effet de serre à partir des nouvelles projections climatiques de référence DRIAS-2020. Ils sont consultables sur un site spécial publié par Météo-France en novembre 2022.

## Urbanisme

### Typologie
Au 1er janvier 2024, Obervisse est catégorisée commune rurale à habitat dispersé, selon la nouvelle grille communale de densité à sept niveaux définie par l'Insee en 2022.
Elle est située hors unité urbaine et hors attraction des villes,.

### Occupation des sols
L'occupation des sols de la commune, telle qu'elle ressort de la base de données européenne d’occupation biophysique des sols Corine Land Cover (CLC), est marquée par l'importance des territoires agricoles (98,6 % en 2018), une proportion identique à celle de 1990 (98,6 %). La répartition détaillée en 2018 est la suivante : 
terres arables (62,6 %), prairies (22,6 %), zones agricoles hétérogènes (13,5 %), forêts (1,4 %). L'évolution de l’occupation des sols de la commune et de ses infrastructures peut être observée sur les différentes représentations cartographiques du territoire : la carte de Cassini (XVIIIe siècle), la carte d'état-major (1820-1866) et les cartes ou photos aériennes de l'IGN pour la période actuelle (1950 à aujourd'hui).

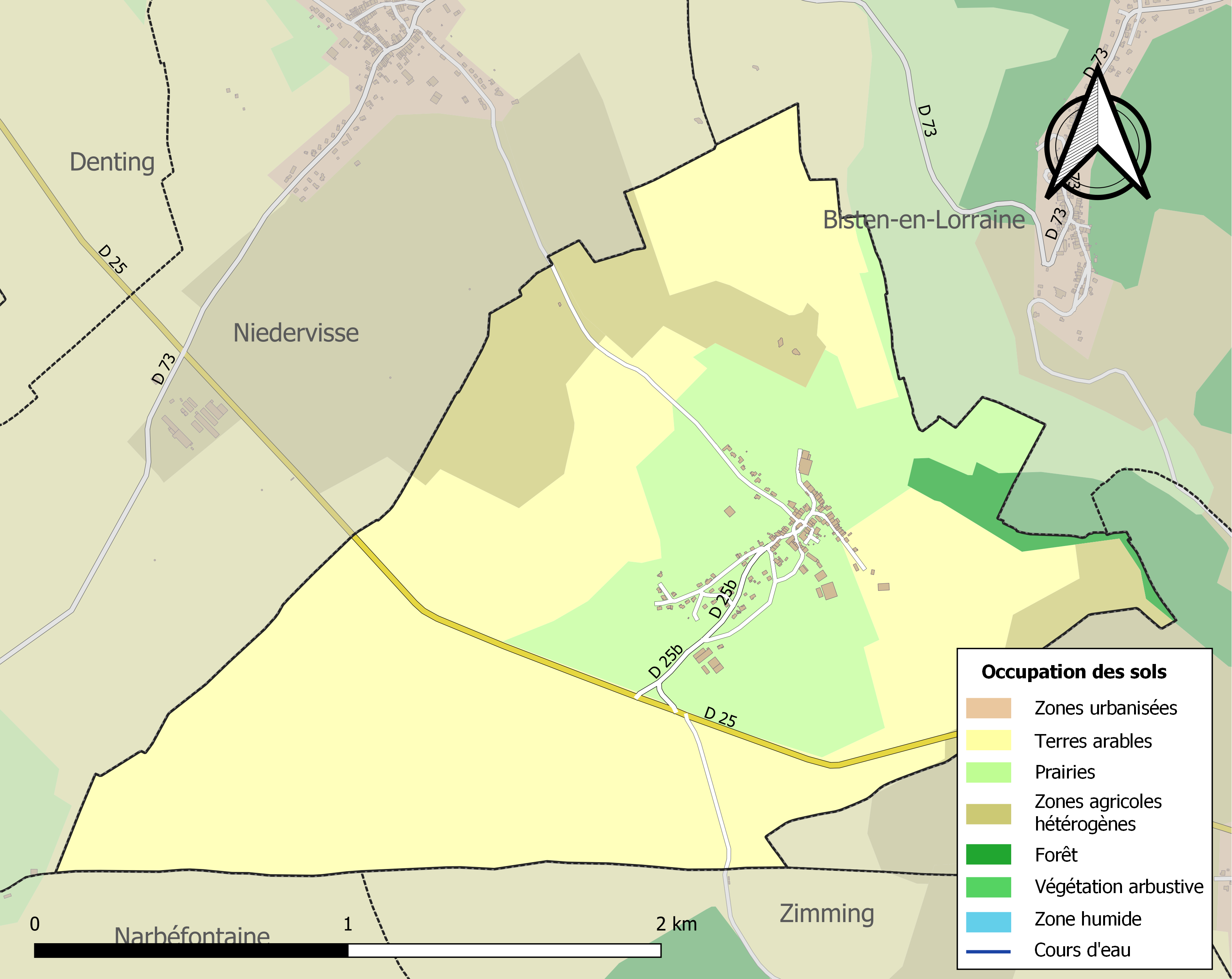
Carte des infrastructures et de l'occupation des sols de la commune en 2018 (CLC).

## Toponymie
- Haute-Veize et Haute-Veigge/Haute-Weyge (1391), Superior Vesa/Wisa (1544), Obersweyssen (1594), Obrevise (1680), Haute-Wize (1682), Obervise (XVIIIe siècle), Oberviese (1722), Oberwise (1756), Obervisse (1793).
- Oberwiese (1871-1918), Oberwiesen (1940-1944).
- En francique lorrain : Oberwis.

### Sobriquets
- Anciens sobriquets désignant les habitants[16] : Bohnepäns (panses de haricots).

## Histoire
Les vestiges d'une voie romaine ont été découverts sur le ban de la commune, menant au village voisin de Boucheporn, centre important de production de céramique sigillée durant l'époque gallo-romaine. Au Moyen Âge, le village dépendait de l'ancienne province de Lorraine, dans la seigneurie de Varsberg et la mairie de Boucheporn.

### Cultes
Du point de vue spirituel, le village est au Moyen Âge succursale de la vaste paroisse voisine de Boucheporn, de même que Bisten-en-Lorraine et Zimming. L'état civil ne débute alors qu'en 1792 dans la paroisse-mère.

## Politique et administration
| Période                                  | Période   | Identité         | Étiquette | Qualité |
| ---------------------------------------- | --------- | ---------------- | --------- | ------- |
| Mars 1983                                | Mars 2001 | Jean-Marie Doyen |           |         |
| Mars 2001                                | Mars 2008 | Pascal Toussaint |           |         |
| Mars 2008                                | Mars 2014 | Marc Zolver      |           |         |
| Mars 2014                                | En cours  | Eddi Zyla        |           |         |
| Les données manquantes sont à compléter. |           |                  |           |         |

## Démographie
L'évolution du nombre d'habitants est connue à travers les recensements de la population effectués dans la commune depuis 1793. Pour les communes de moins de 10 000 habitants, une enquête de recensement portant sur toute la population est réalisée tous les cinq ans, les populations de référence des années intermédiaires étant quant à elles estimées par interpolation ou extrapolation. Pour la commune, le premier recensement exhaustif entrant dans le cadre du nouveau dispositif a été réalisé en 2008.

En 2022, la commune comptait 157 habitants, en évolution de −1,26 % par rapport à 2016 (Moselle : +0,52 %, France hors Mayotte : +2,11 %).
| 1793 | 1800 | 1806 | 1880 | 1885 | 1890 | 1895 | 1900 | 1905 |
| ---- | ---- | ---- | ---- | ---- | ---- | ---- | ---- | ---- |
| 185  | 177  | 232  | 208  | 181  | 174  | 168  | 139  | 141  |

| 1910 | 1921 | 1926 | 1931 | 1936 | 1946 | 1954 | 1962 | 1968 |
| ---- | ---- | ---- | ---- | ---- | ---- | ---- | ---- | ---- |
| 155  | 131  | 127  | 142  | 160  | 118  | 105  | 117  | 114  |

| 1975 | 1982 | 1990 | 1999 | 2006 | 2008 | 2013 | 2018 | 2022 |
| ---- | ---- | ---- | ---- | ---- | ---- | ---- | ---- | ---- |
| 109  | 104  | 119  | 126  | 146  | 152  | 159  | 158  | 157  |

## Culture locale et patrimoine

### Lieux et monuments
- Passage d'une voie romaine.
- Ouvrage de la ligne Maginot : celui du Mottenberg.

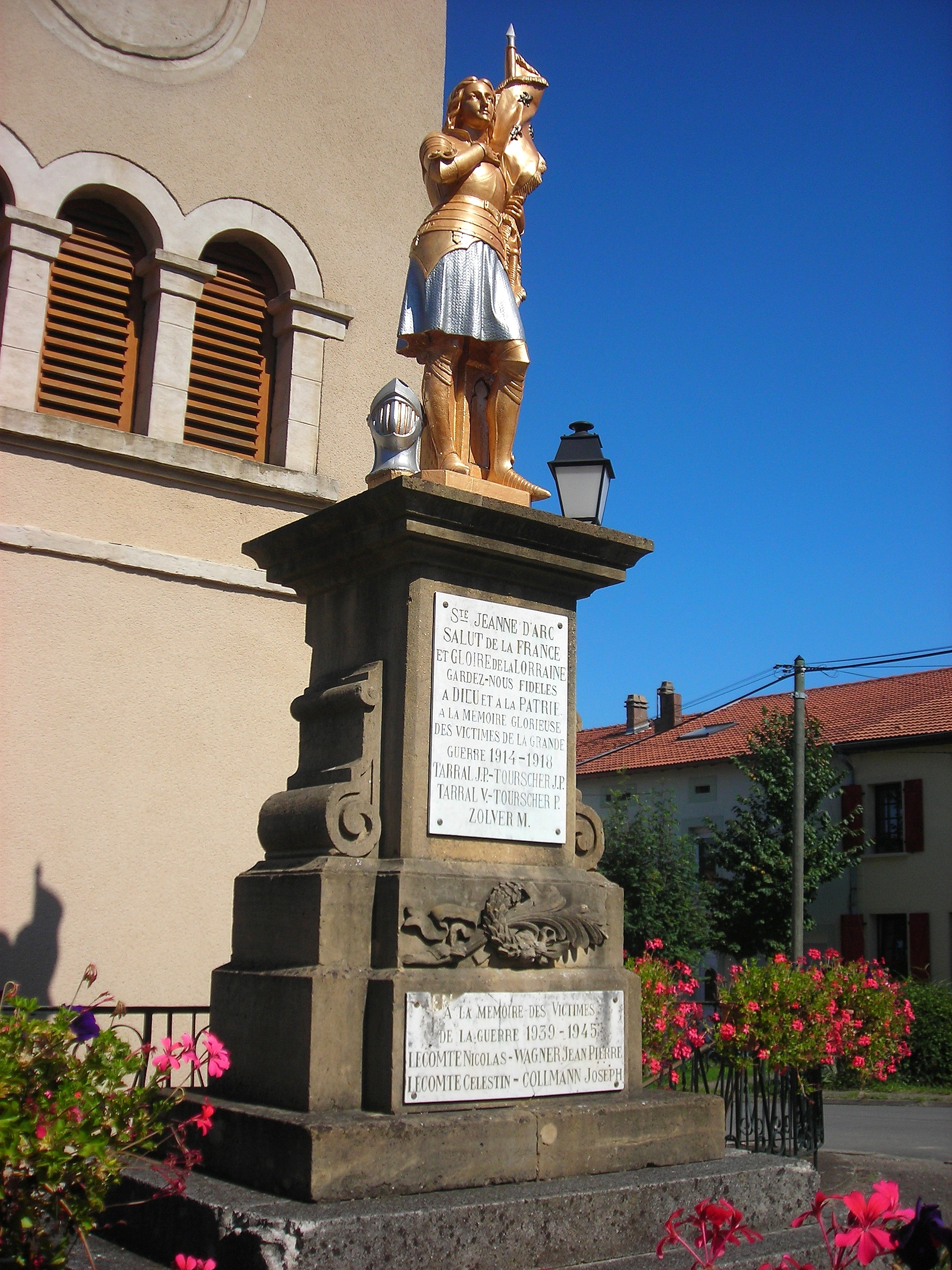
Le monument aux morts.

- L'église paroissiale, dédiée à saint Hubert, est édifiée au XIXe siècle au centre du village.
- Une réplique de la grotte de Lourdes est érigée en bordure de la route vers Boulay.
- Les croix et calvaires parsemant le ban communal.

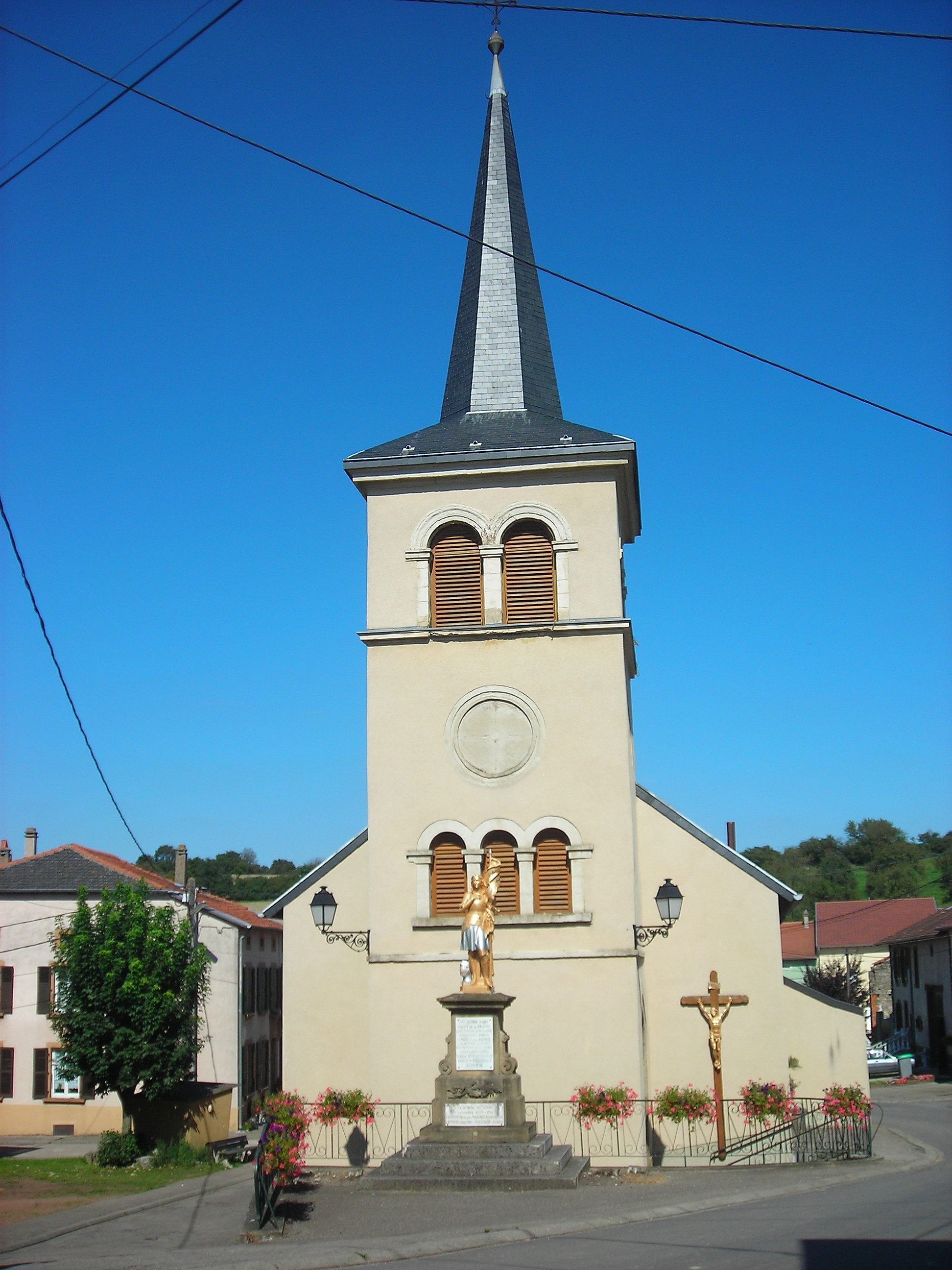
L'église Saint-Hubert d'Obervisse.
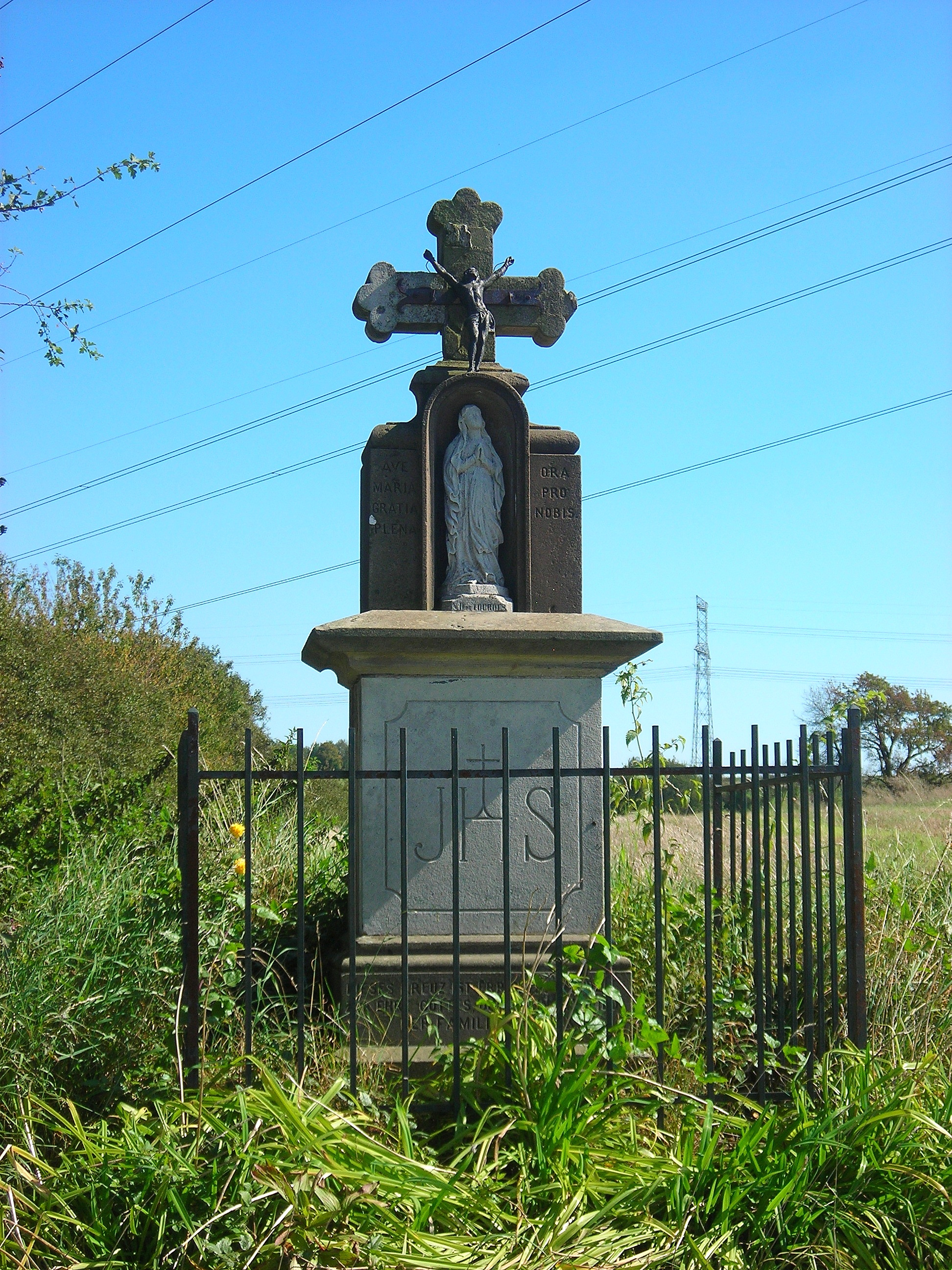
Calvaire vers la route de Boulay.
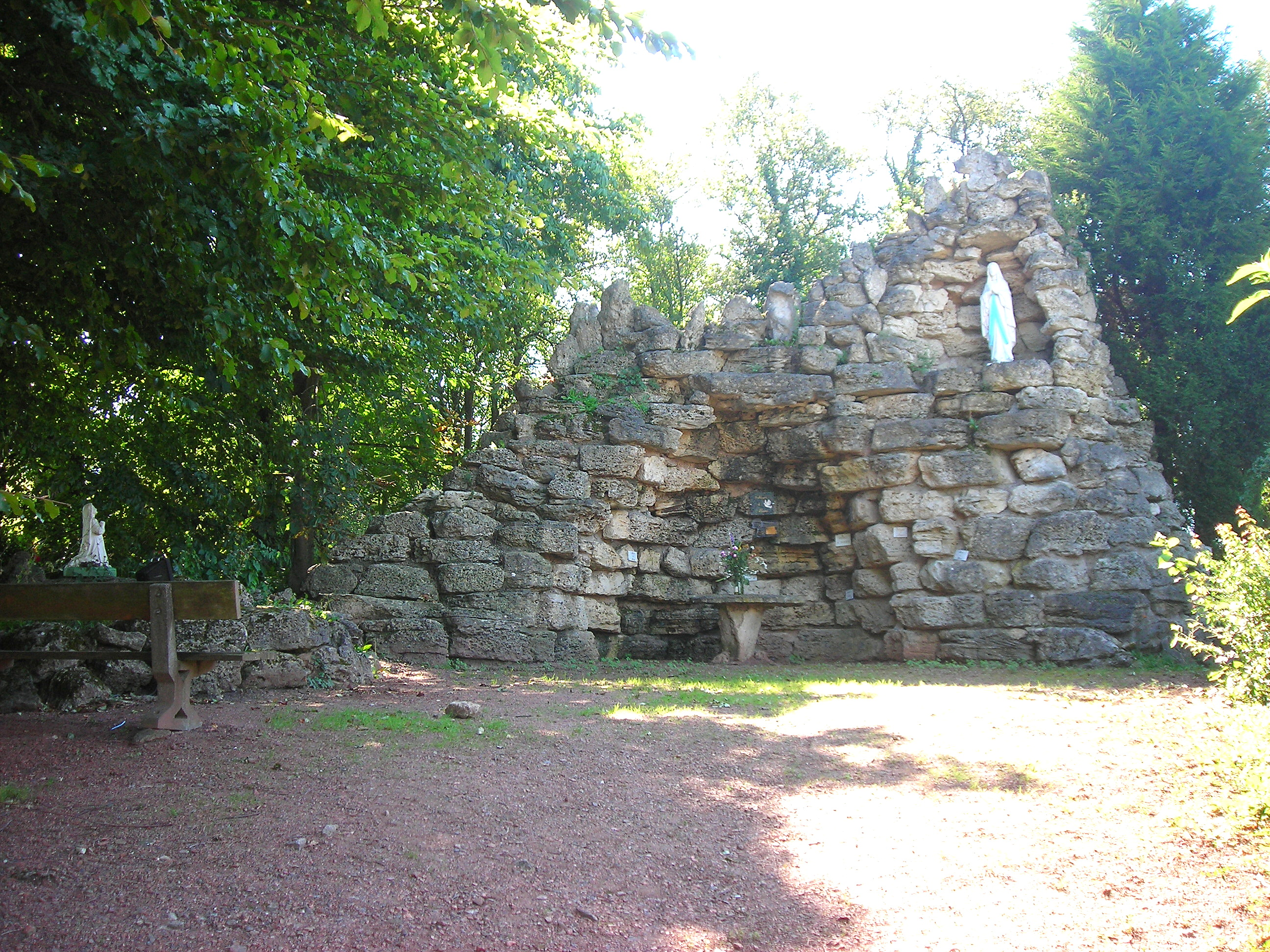
La grotte de Lourdes.

### Héraldique
| Blason de Obervisse | Blason  | De sinople à la rencontre de cerf crucifère d'argent, accompagnée en chef de trois glands du même. |
| Blason de Obervisse | Détails | Le statut officiel du blason reste à déterminer.                                                   |

## Pour approfondir